# Стяпонас Дарюс
Стя́понас Да́рюс (лит. Steponas Darius, ім'я при народженні: Стяпонас Юця́вичус-Дара́шюс (лит. Steponas Jucevičius-Darašius) англ. Stephen Darius; 9 січня 1896 — 17 липня 1933) — литовський військовий льотчик, спортсмен, учасник Олімпійських ігор, учасник війни за незалежність; американський льотчик цивільної авіації, представник литовскої діаспори в США, учасник Першої світової війни. Загинув при здійсненні трансатлантичного перельоту за маршрутом Нью-Йорк — Каунас разом зі Стасісом Гіренасом.

## Біографія

### Дитинство і юність
Народився 9 січня 1896 року на хуторі Рубішкес Росієнського повіту Ковенської губернії. Батьки — селяни Йонас Ромуалдас та Аугустина. Був хрещений у римо-католицьку віру.
У 1905 році помер його батько, і наступного року мати повторно виходить заміж, за Казіса Дягутіса, опікуна сім'ї.
У 1907 родина емігрує до США, де вже жив старший брат Стяпонаса.

### Військова кар'єра
Під час Першої світової війни вступив добровольцем до Армії США, був телефоністом. Брав участь у битвах у у Франції, був поранений. Нагороджений Пурпуровим серцем і медаллю Перемоги.
У 1920 році вступив у Чиказький університет, де також відвідував курси офіцерів запасу, але продовжувати навчання не став. Дарюс вирішив взяти участь у війні за незалежність Литви, тому того ж року повернувся на батьківщину і вступив у Військо Литовське. Служив у розвідувальному відділенні Генерального штабу.
15 жовтня 1920 вступає у Каунаське військове училище, яке готувало молодших офіцерів. 8 травня 1921 року закінчує його й отримує зарахування в артилерію, але вже 19 червня вступає на курси льотчиків.
По закінченню теоретичного курсу в 1922 році йому присвоюється звання лейтенанта авіації. 1 грудня 1924 він стає військовим льотчиком, а 18 грудня отримує звання старшого лейтенанта.
Стяпонас Дарюс був активним учасником Клайпедського повстання 1923 року, одним з його керівників. За участь у повстанні був нагороджений медаллю Звільнення Клайпеди.
У 1927 році знову виїхав до США, де працював у цивільній авіації.

### Трансатлантичний переліт

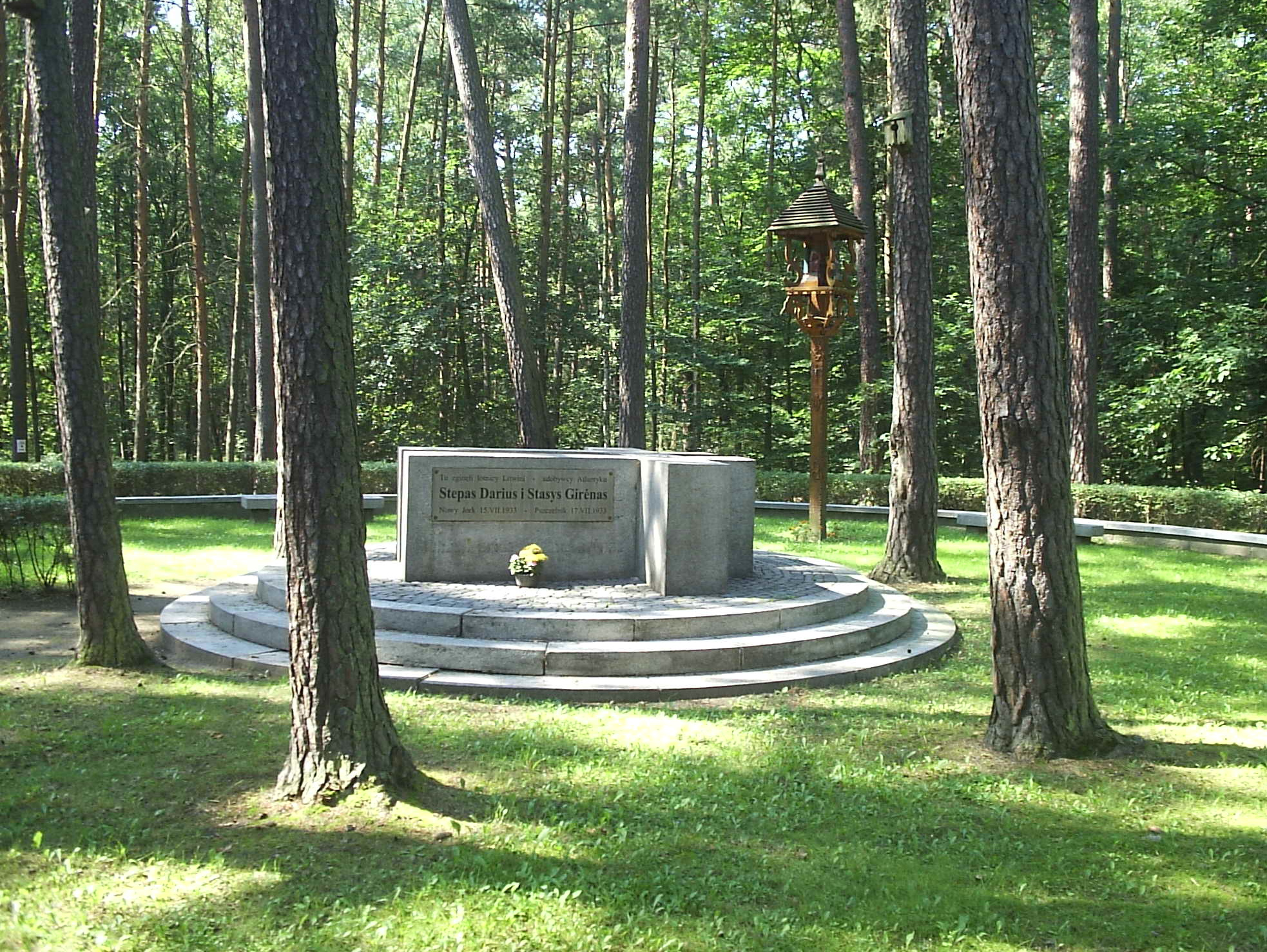
Пам'ятник на місці катастрофи — село Пшчельник під Мислібужем (Польща)

15 липня 1933 разом з льотчиком Стасісом Гіренасом здійснив спробу трансатлантичного перельоту без посадки за маршрутом Нью-Йорк — Каунас (7186 км) на літаку під назвою «Lituanica».
Після вдалого перельоту на північною частиною Атлантичного океану, що тривав 37 годин 11 хвилин, уночі 17 липня о 00:36 за берлінським часом літак розбився у лісі на території Німеччини, неподалік Зольдина; обидва льотчики загинули. Літак пролетів 6411 км і не долетів до цілі 650 км. Місце катастрофи зараз розташоване на території Польщі у лісі Пшчельник під Мислибужем. Офіційна версія німецької комісії: причиною аварії стали погані погодні умови та перевикористання палива, внаслідок чого літак небезпечно знизився. У радянському художньому фільмі «Політ через Атлантичний океан» представлена версія, за якою літак пролітав на таємним концтабором і був збитий, але яка не має історичного підтвердження.

### Спорт
Дарюс займався баскетболом, хокеєм, бейсболом, боксом, легкою атлетикою. На Олімпійських іграх 1924 року в Парижі він був запасним воротарем збірної Литви з футболу. На клубном рівні як футболіст виступав за каунаськую команду ЛФЛС. Стадіон у Каунасі названо на честь С. Дарюса та С. Гіренаса.

## Пам'ять
Льотчиків було урочисто поховано в Каунасі на Військовому кладовищі. Вони стали національними героями Литви, про них та їх політ складено вірші литовською, російською мовами. Село, в якому народився Стяпонас Дарюс, перейменоване на його честь; іменами льотчиків названо вулиці в містах Литви, школи, стадіон в Каунасі.
Пам'ятник Дарюсу та Гіренасу стоїть у Чикаго, де сформувалась велика литовська діаспора.

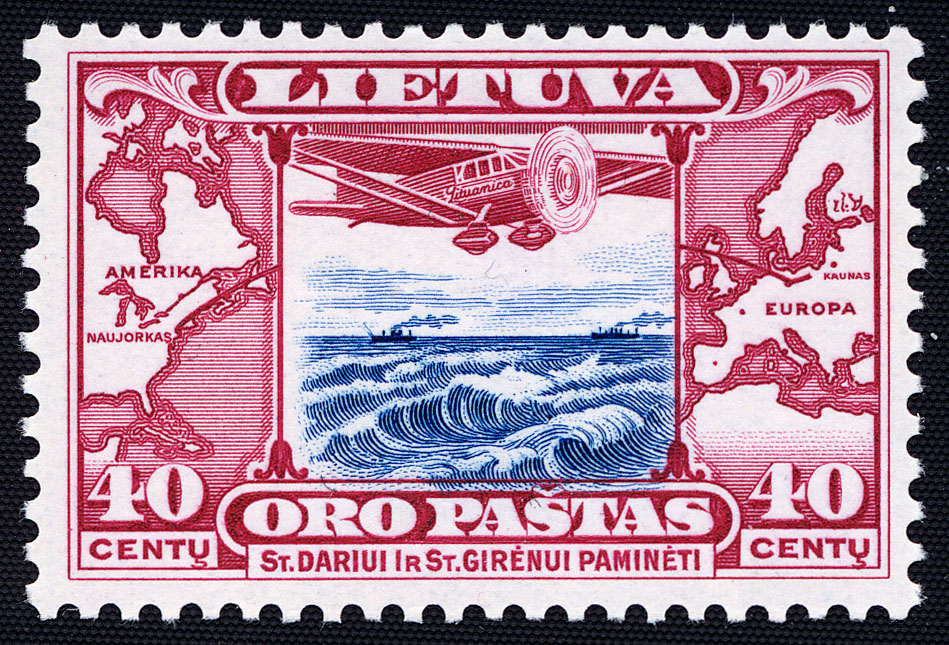
Поштова марка на пам'ять про політ Дарюса та Гіренаса
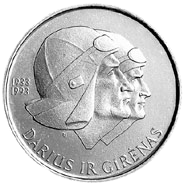
Монета 10 литів, випущена до 60-річчя польоту (1993)
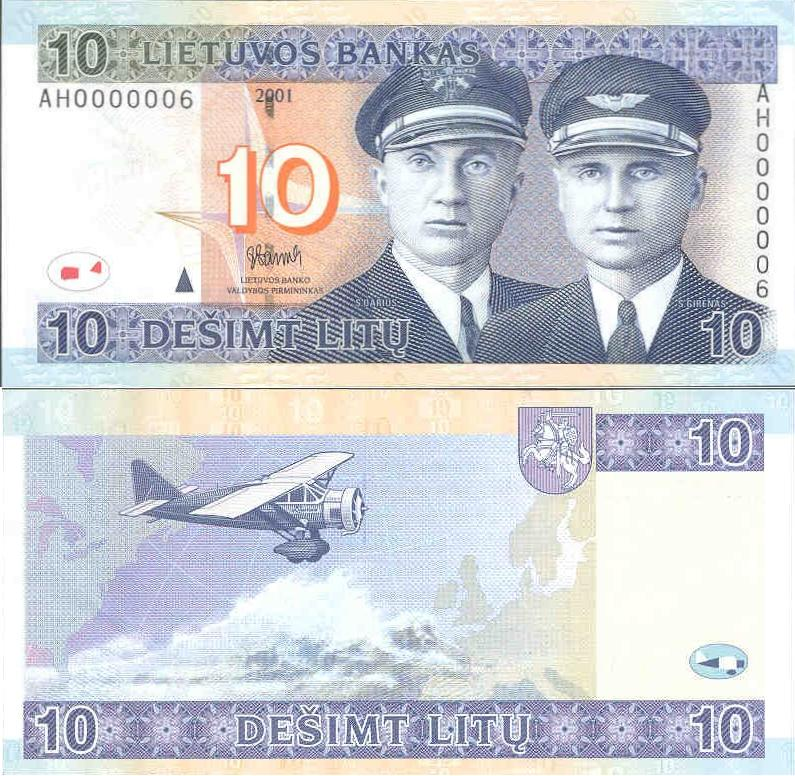
10 литов (2001)

## Нагороди
- Литва — Медаль Звільнення Клайпеди
- США — Пурпурове серце
- США — Медаль Перемоги у Першій світовій війні